# أساطير قلطية
الأساطير القلطية هي مجموعة الحكايات الدينية والأسطورية بين الشعوب القلطية في العصر الحديدي. امتلك القلط فكراً دينياً يقود على تعدد الآلهة مثل غيرهم من الأوروبيين في العصر الحديدي. بالنسبة للقلط الذين كانوا على اتصال وثيق مع روما القديمة، مثل الغال والقلطيبيريين، فإن أساطيرهم اختفت تدريجياً خلال عهد الإمبراطورية الرومانية، ثم بتحولهم إلى المسيحية وفقدان لغاتهم القلطية. أغلب ما سُجّل عن أساطيرهم أتى من المصادر الرومانية والمسيحية المعاصرة. بالنسبة للشعوب القلطية التي حافظت على هويتها السياسية واللغوية (مثل الغال في أيرلندا واسكتلندا، والويلزيين في ويلز، والبرينونيين في بريطانيا العظمى) فقد تركت كماً كبيراً من الأساطير التي تمت كتابتها خلال العصور الوسطى.

## نظرة عامة

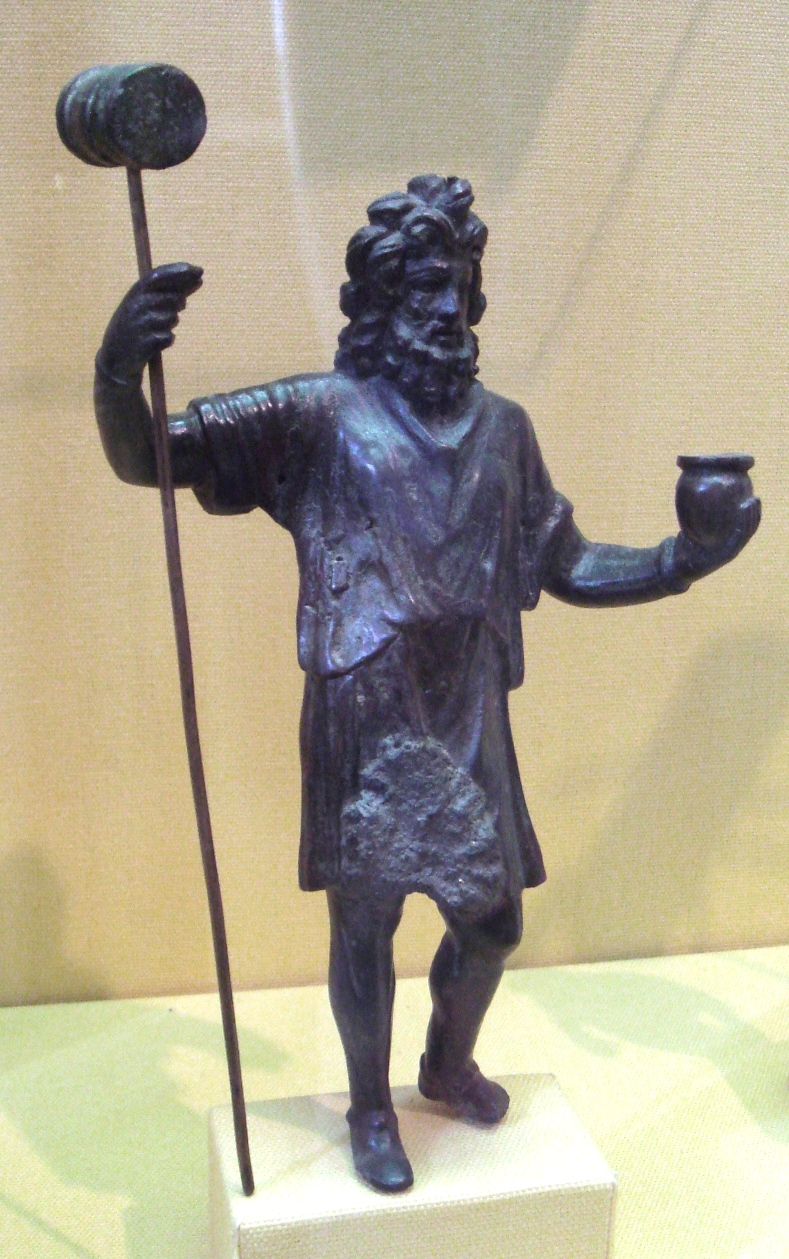
الإله القلطي سوكيلوس

غطى العالم القلطي في ذروته جزءًا كبيرًا من غرب ووسط أوروبا، إلا أنه لم يكن موحَّدًا سياسيًا ولم يكن هناك أي مصدر وحيد ليؤثر على الثقافة أو يدل على وجود تجانس؛ نتيجة لذلك، كان هناك تباين كبير في الأديان المحلية للقلطيين. بقيت من كتاباتهم نقوش عن أكثر من ثلاثمائة إله، وأغلبها تمت مساواتها مع نظرائهم الرومانيين، ولكن يبدو أن معظمها كانت آلهة محلية أو قبلية، وعدد قليل منها تمت عبادته على نطاق واسع، على أنه من الممكن التمييز بين القواسم المشتركة التي تلمح إلى مجمع آلهة موحد. ويمكن استخلاص طبيعة ووظائف هذه الآلهة القديمة من أسمائهم وموقع نقوشهم ورموزهم، والآلهة الرومانية المقابلة لهم، والآلهة المشابهة من الأساطير القلطية اللاحقة.

## المصادر التاريخية

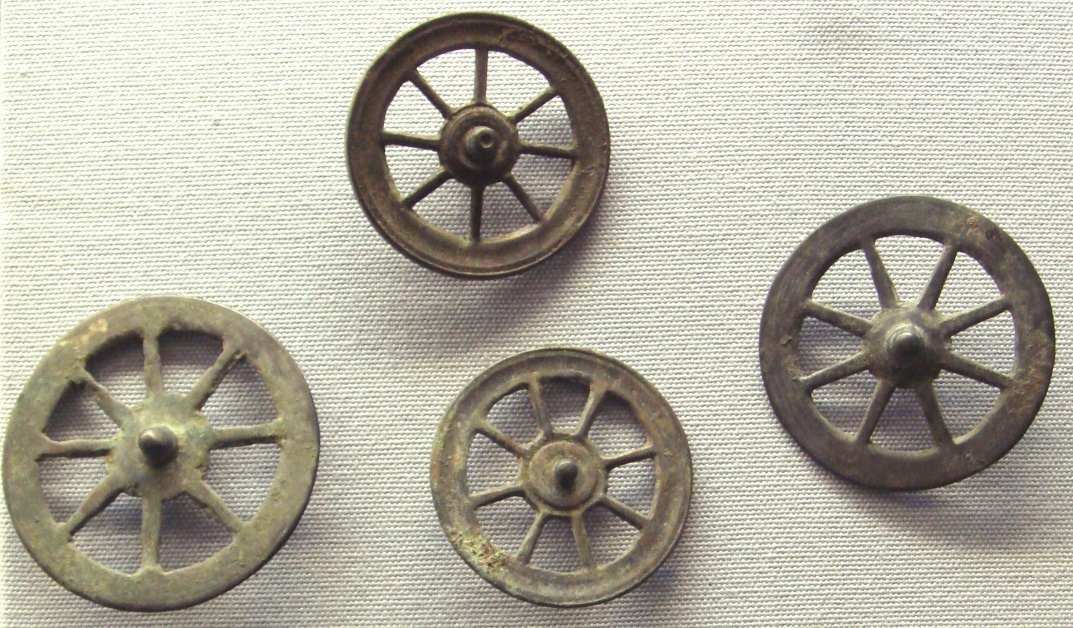
عجلات نذرية يُعتقد أنها تتوافق مع عبادة الإله تارانيس. تم العثور على الآلاف من هذه العجلات في المزارات في بلجيكا الغالية، التي يرجع تاريخها من 50 قبل الميلاد إلى 50 ميلادي. المتحف الأثري الوطني في فرنسا